# Élections cantonales françaises de 1919
Des élections cantonales ont été organisées en France les 14 et 21 décembre 1919.